# Bosc Comunal de Real - Odelló
El Bosc Comunal de Real - Odelló (en francès, oficialment, Forêt Communale de Real - Odeillo) és un bosc del terme comunal de Real, de la comarca del Capcir, a la Catalunya del Nord.
Aquest bosc, de 3,14 km² d'extensió, està situat a la zona oriental del terme de Real, a l'est del poble d'Odelló i al nord-est del de Real.
El bosc està sotmès a una explotació gestionada per la comuna de Real, atès que la propietat del bosc és de la comuna. Té el codi identificador de l'ONF F16251A.